# Chroocacus psittaceus
Chroocacus psittaceus är en insektsart som beskrevs av Alexander Fyodorovich Emeljanov 1962. Chroocacus psittaceus ingår i släktet Chroocacus och familjen dvärgstritar. Inga underarter finns listade i Catalogue of Life.